# Шери (Манш)
Шери (фр. Chéris) насеље је и општина у северној Француској у региону Доња Нормандија, у департману Манш која припада префектури Авранш.
По подацима из 2011. године у општини је живело 270 становника, а густина насељености је износила 46,0 становника/km². Општина се простире на површини од 5,87 km². Налази се на средњој надморској висини од 29 метара (максималној 140 m, а минималној 12 m).

## Демографија
| 1962. | 1968. | 1975. | 1982. | 1990. | 1999. | 2011. |
| ----- | ----- | ----- | ----- | ----- | ----- | ----- |
| 242   | 251   | 212   | 232   | 240   | 234   | 270   |

График промене броја становника у току последњих година